# Буцбах
Буцбах (њем. Butzbach) град је у њемачкој савезној држави Хесен. Једно је од 25 општинских средишта округа Ветерау. Према процјени из 2010. у граду је живјело 24.985 становника. Посједује регионалну шифру (AGS) 6440005.

## Географски и демографски подаци
Буцбах се налази у савезној држави Хесен у округу Ветерау. Град се налази на надморској висини од 199 метара. Површина општине износи 106,6 km². У самом граду је, према процјени из 2010. године, живјело 24.985 становника. Просјечна густина становништва износи 234 становника/km².

## Међународна сарадња
| Мјесто | Држава    | Врста сарадње | Од    |
| ------ | --------- | ------------- | ----- |
|        | Француска | партнерство   | 2008. |
| Извор  |           |               |       |